# Сорокин, Фёдор Фёдорович
Фёдор Фёдорович Соро́кин (1912, Долонь, Семипалатинская область, Российская империя — 18 апреля 1945, Зелов, Германия) — участник Великой Отечественной войны, полный кавалер Ордена Славы, командир отделения стрелковой роты 172-го гвардейского стрелкового полка, гвардии старшина.

## Биография
Родился в селе Долонь (ныне Бескарагайского района Восточно-Казахстанской области Казахстана) в крестьянской семье, получил начальное образование. Работал слесарем-компрессорщиком холодильных установок на мясокомбинате. В 1935—1936 годах проходил службу в Красной Армии. После демобилизации жил и работал в Семипалатинске.
После начала Великой Отечественной войны призван в армию. На фронте с августа 1941 года.
К завершающему этапу войны сражался в 172-м гвардейском стрелковом полку 57-й гвардейской стрелковой дивизии.
31 января 1944 года в бою в районе населенного пункта Лошкарёвка Днепропетровской области гвардии сержант Сорокин одним из первых ворвался в окопы противника, уничтожив 2 солдат. 5 февраля в бою за станцию Чертомлык при отражении контратаки из захваченного у врага пулемёта уничтожил до 10 солдат противника. 15 февраля в бою за село Верхняя Михайловка скрытно подобравшись гранатами подавил пулемётную точку противника.
В июле 1944 года отделение гвардии старшего сержанта Сорокина одним из первых на подручных средствах форсировало реку Западный Буг. 28 июля при штурме города Люблин (Польша) отделение Сорокина в числе первых ворвалось на улицы города. 1 августа 1944 года при форсировании Вислы в районе Магнушева (Польша) взвод гвардии старшина Сорокин в числе первых ворвался в траншеи противника и вытеснил его, уничтожив в бою 8 вражеских солдат. На следующий день, 1 августа, Магнушев вместе со своим стрелковым взводом выбил противника с северной окраины Магнушева.
4 февраля в бою у Райтвайна Сорокин доставлял боеприпасы на передовую, когда заметил группу немецких солдат, пробравшихся в тыл к советским войскам. Вместе с напарником скрытно подобравшись уничтожили пулемётный расчёт врага и из захваченного пулемёта открыли огонь по противнику, не позволяя им атаковать штаб полка. За этот бой Сорокин был награждён орденом Славы 1-й степени.
18 апреля 1945 года Фёдор Сорокин погиб в бою.
Его именем была названа улица в Семипалатинске.

## Награды
- Орден Славы I степени. Указ Президиума Верховного Совета СССР от 31 мая 1945 года.
- Орден Славы II степени (№ 5445). Приказ Военного совета 8 гвардейской армии № 384/н от 26 сентября 1944 года.
- Орден Славы III степени (№ 65228). Приказ командира 57 гвардейской стрелковой дивизии № 048 от 25 февраля 1944 года.